# Limelight (Band)
Limelight war eine englische Rock- und New-Wave-of-British-Heavy-Metal-Band aus Mansfield, die 1974 gegründet wurde und sich etwa 1987 auflöste. 1997 fand sich die Gruppe für wenige Auftritte wieder zusammen.

## Geschichte
Bereits seit 1964 waren die Scrimshaw-Brüder Glenn und Mike in verschiedenen Bands aktiv, wobei sie zu diesem Zeitpunkt die Schule noch nicht abgeschlossen hatten. Dabei veröffentlichten sie auch zwei Singles im Jahr 1972. Mitglieder in dieser frühen Phase waren unter anderem der Bassist John Dakin, der Schlagzeuger Jimmy Stephenson, der Bassist und Sänger Trevor Wilson und der Sänger John Brierly. 1974 stieß Pat Coleman als permanenter Schlagzeuger zu dem Duo, woraufhin die Gründung von Limelight beschlossen wurde. Hierbei übernahm offiziell Glenn die E-Gitarre und Mike den Bass und das Keyboard. In Wirklichkeit wechselte das Trio oft die Instrumente untereinander, vor allem bei Aufnahmen im bandeigenen Studio, das bei der Scrimshaw-Familie eingerichtet worden war. So trug Mike zweite Gitarrenspuren bei, während Glen zum Keyboard oder auch Mellotron wechselte und Coleman den Gesang übernahm. Es folgten die ersten lokalen Auftritte in den Midlands und im Norden Englands. Danach trat die Band auch auf dem europäischen Festland und in Australien auf. In Doncaster unterzeichnete die Band einen Vertrag bei Future Earth Records, worüber 1980 die Single Metal Man mit dem Lied Hold Me, Touch Me als B-Seite erschien. In der zweiten Hälfte des Jahres 1980 wurde das selbstbetitelte Debütalbum in den Matrix Studios in London aufgenommen und ein paar Monate später veröffentlicht. Mit der Veröffentlichung ging im Winter eine landesweite Tournee mit Saxon einher. Dabei trat die Gruppe auch im Londoner Hammersmith Odeon auf. Während dieser Zeit trat die Band auch mit Gary Moore auf. 1981 wurde das Album bei Avatar Records wiederveröffentlicht, wodurch es einen besseren Vertrieb erfuhr. In den folgenden Monaten ging Limelight mit Dark Star und Chevy, die bei Avatar Records unter Vertrag standen, auf Tour. Gegen Ende des Jahres wurde die Single Ashes to Ashes aufgenommen, die noch auf keinem Album enthalten war, mit dem Lied Knife in Your Back, das sich zur Albumversion etwas unterscheidet, als B-Seite. Die Veröffentlichung fand Anfang 1982 bei Future Earth Records statt. Um die Single zu bewerben, wurden weitere Auftritte abgehalten, wobei Limelight auch auf dem Monmore Festival neben Bands wie Tytan und Vardis zu sehen war. In den folgenden Jahren spielte die Band vereinzelte Auftritte, dabei mehrfach im Marquee Club und spielte Lieder wie Human Emotion, Drowning, Over the Wall und Red Light, die auf keinem Tonträger zu finden waren und eine Coverversion von All Along the Watchtower. Erst 1984, als das Debütalbum bei Mausoleum Records wiederveröffentlicht wurde, wurde die Band wieder aktiver. Diese Wiederveröffentlichung trägt den Namen Ashes to Ashes und enthält den titelgebenden Song als Bonus. Währenddessen schrieb die Gruppe an neuen Liedern und steuerte für den Low-Budget-Film White Fire das titelgebende Lied und One Day at a Time bei. Mitte der 1980er Jahre trat die Band für mehrere Aufnahmen zusammen und hielt sich dabei größtenteils in Deutschland auf. Dabei nahm die Band mit dem Produzenten Bernard Fransits ein zweites Album namens White Fire auf. Aufgrund von Differenzen zwischen den Mitgliedern sowie dem Produktionsteam blieb es jedoch unveröffentlicht. Auch ein Versuch in der zweiten Hälfte der 1980er Jahre, ein neues Album zu veröffentlichen, schlug fehl. Seit 1987 hielt die Band zudem keine Auftritte mehr ab. In diesem Jahr hatte sie ein paar Comeback-Shows in den Midlands gespielt. Offiziell wurde nie eine Auflösung bekanntgegeben. In der folgenden Zeit schrieben die Scrimshaw-Brüder weiter Lieder für ihren eigenen Gebrauch und traten gelegentlich als Stumble Brothers oder bei anderen Bands auf. Manchmal kam man auch wieder als Trio zusammen, um bei privaten Partys aufzuspielen.

## Stil
Laut Malc Macmillan in The N.W.O.B.H.M. Encyclopedia wurde die Band anfangs durch Rush und Led Zeppelin beeinflusst. Auf Metal Man habe die Band einen ausgeprägten und versierten Stil entwickelt, der jedoch nicht viel mit dem damaligen Stil anderer junger NWoBHM-Bands gemeinsam gehabt habe. Die Musik sei semi-progressiv und lasse sich zwischen Cryer, Spitzbrook und Bleak House einordnen. Die Songs White Fire und One Day at a Time hätten einen kommerzielleren Klang. Manfred Kerschke fand in NWoBHM New Wave of British Heavy Metal The glory Days, dass die Single Metal Man „melodische[n] Heavy Sound“ mit progressiver Komplexität und alten Klängen, wie etwa von Yes, und neueren wie von Iron Maiden bietet. Das spätere White Fire sei eine Halbballade und habe wenig mit dem alten Liedmaterial zu tun. Das Lied sei auf „Radiotauglichkeit getrimmt“ worden und mache stark von Keyboardklängen Gebrauch. In The International Encyclopedia of Hard Rock and Heavy Metal wird die Musik als eine Mischung aus Pomp Rock und geradlinigem Rock bzw. aus Rainbow und Led Zeppelin bezeichnet. In seiner Rezension zum selbstbetitelten Album zog Martin Popoff in seinem Buch The Collector’s Guide of Heavy Metal Volume 2: The Eighties Vergleiche zu alten Thin Lizzy und UFO, White Spirit, einer Pop-Version von Iron Maiden sowie exzentrischem Progressive Rock. Das Album gelte gewisserweise als Vorreiter des Gothic Metal mit Doppel-Leadgitarren und kompetentem Gesang. Laut Eduardo Rivadavia von Allmusic bietet die Single Metal Man zwar ungewöhnlichen progressiven Hard Rock, sei dennoch jedoch nicht zu weit von Bands wie Iron Maiden, Diamond Head und Saxon entfernt. Das Debütalbum gehe noch stärker gegen progressiven Hard Rock und habe kaum etwas mit Heavy Metal zu tun. Die Single Ashes to Ashes verglich er mit Werken von UFO. 1997 wurde die Band für vereinzelte Auftritte wiederbelebt und bestand nun neben den Scrimshaw-Brüdern aus dem Keyboarder Clive Jackson, dem Gitarristen Trevor Wilson und dem Schlagzeuger Ian Beestin.

## Diskografie
- 1980: Limelight (Album, Future Earth Records)
- 1980: Metal Man (Single, Future Earth Records)
- 1982: Ashes to Ashes (Single, Future Earth Records)
- 1984: Ashes to Ashes (Album, Wiederveröffentlichung des Debütalbums mit dem titelgebenden Lied als Bonus, Mausoleum Records)